# Hyposmocoma digressa
Hyposmocoma digressa (лат.) — вид роскошных молей эндемичного гавайского рода Hyposmocoma.

## Описание
Бабочки размахом крыльев около 13 мм. Усики желтовато-белые, первый членик белый. Щупики, голова и грудь белые, передние крылья белые, с небольшой прерывистой косой костальной полосой у основания. Задние крылья серые, реснички по краю бледно-коричневато-серые. Брюшко темно-серое. Ноги коричневато-серые, лапки беловатые.

## Распространение
Встречается на острове Мауи в высокогорном районе Халеакала.